# Giaura tortricoides
Giaura tortricoides är en fjärilsart som beskrevs av Walker 1865. Giaura tortricoides ingår i släktet Giaura och familjen trågspinnare. Inga underarter finns listade i Catalogue of Life.